# Patrice Galas
Pour les articles homonymes, voir Galas.
Patrice Galas est un pianiste et organiste de jazz français.

## Biographie
Patrice Galas découvre le jazz en autodidacte. Il s'affirme ensuite dans un style de jazz be bop et hard bop.
À partir des années 1970, il monte son premier trio au piano et aussi son premier trio à l'orgue Hammond avec le guitariste Marc Fosset.  Il accompagne aussi les débuts de quelques artistes évoluant sur la rive gauche de Paris,  (Coluche, Lavilliers, etc.)  puis accompagne pendant plusieurs années le chanteur John William.
Son premier enregistrement est avec Manu Dibango dans le disque O Bosso  puis le deuxième avec le saxophoniste américain Pepper Adams et le guitariste irlandais Louis Stewart. Le saxophoniste Johnny Griffin l'engage dans une tournée en Italie. Ensuite, le batteur Kenny Clarke l'engage dans son trio pour venir accompagner en Espagne des artistes comme Dizzy Gillespie, Stan Getz, Dexter Gordon.
Il accompagne ensuite beaucoup de solistes dont plusieurs grands noms du jazz international : Benny Golson, Scott Hamilton et aussi des musiciens français comme Marcel Azzola. Il joue avec Marcus Miller et Joshua Redman à Antibes.
Il a été le mari de la chanteuse américaine Gilda Solve. Ils se sont produits ensemble de nombreuses années,.

## Enseignement
Patrice Galas est l'un des premiers à développer l'enseignement du Jazz en France, d'abord au Conservatoire de Saint-Germain-en-Laye, première école de jazz en région parisienne, avec Roger Guérin, Kenny Clarke, Dante Agostini, puis dans l'équipe à l'origine du CIM (C.I.M.) à Paris. À cette époque, le manque de matériel pédagogique en langue française l'incite à élaborer avec le pianiste Pierre Cammas de nombreuses méthodes sur l'harmonie et l'improvisation, intitulées La Musique moderne  initialement aux Éditions Henry Lemoine, actuellement en auto production. Ces ouvrages sont aussi un véritable support pour la formation des premiers enseignants de la musique de Jazz. Ce travail pédagogique l'amène à animer plus d'une centaine de stages, ateliers et master class. Martial Solal a qualifié ces ouvrages de véritable encyclopédie des musiques modernes, du Blues au Jazz moderne.

## Livres
Il a participé :
- à l'élaboration du Dictionnaire du jazz (Robert Lafont) (Années 1990)
- au projet Poucet 2000, outil pédagogique pour l'Inspection académique des Yvelines (2003)
- à l'élaboration du répertoire vocal des écoles pour l'Inspection académique des Yvelines
- à "Dites le en chantant", chansons pour enfants de Sophie Bardon - livre-Cd - ScolavoxF
- Techniques Musicales de Dominique Paret et Serge Sibony, Iste Editions[8]
- Dans l'ombre du Mont Frugy de Philippe Briand[9]. Atramenta

## Discographie
- 1972 : O Bosso avec Manu Dibango
- 1978 : Organ avec Marc Fosset et Franco Manzecchi - Open Records
- 1980 : Yesterdays Trio Patrice Galas - AJCF Records
- 1980 : P.M.U avec Marc Fosset - Black and Blue
- 1984 : Trio Kenny Clarke avec M.Valera - M.C.M. Records
- 1987 : Continent bleu avec Clémentine et Johnny Griffin - Orange Blue
- 1988 : Reflexions from Paris avec Laurence Saltiel - Orange Blue
- 1988 : Absolument jazz avec Clémentine - CBS Disques
- 1992 : Balade imaginaire avec Marc Fosset - JMS Prod.
- 1993 : Piano Duo avec Georges Arvanitas - Djaz Records
- 1993 : Gospels avec John William - WL Productions
- 1995 : My Simple Song avec Gilda Solve - Night and Day
- 1995 : Gopaline avec René Mailhes - IMP Productions
- 1998 : Gitrane avec René Mailhes - Iris Musique
- 1999 : French Pianists Ellington Moods - Fremeaux Associés
- 1999 : Gospels avec John William - W.H. Records/Musisoft
- 2001 : The Best is yet to come avec Gilda Solve - Black and Blue
- 2003 : Carrément avec Roger Guérin - Oreil Productions
- 2004 : A Time for Jazz Trios - JMS Prod.
- 2007 : Manu Dibango joue Sidney Bechet - Cristal Records
- 2007 : Live au Meridien - Dany Doriz Big Band - Ahead Prod.
- 2008 : Chtildo avec René Mailhes - Iris Music
- 2009 : In the Shadow of a Crow avec Lisa Kirchner - Albany Prod.
- 2010 : Peggy Lee Songbook avec Gilda Solve - JMS Prod.
- 2012 : Tribute to Duke Ellington avec Doodlin - Kazoo/La Fabrique Prod.
- 2014 : Big Band  avec Dany Doriz Manu Dibango Ronald Baker - Fremeaux Associés
- 2019 : Christmas Jazz avec Gilda Solve, Scott Hamilton
- 2019 : Nuits Ensoleillées avec Alune Wade bass, Conti Bilong drums
- 2024 : Chronicles of Time  Patricia Bonner

## Sideman
Al Levitt, Alvin Queen, Anette Lowman, Anita Tucker, Arnett Cobb, Barney Wilen, Ben Riley, Benny Bailey, Benny Golson, Benny Waters, Bill Coleman, Billy Byers, Bobby Durham, Bob Wilber, Cecilie Ford, Chet Baker, Chris Woods, Dee Dee Bridgewater, Dexter Gordon, Dizzy Gillespie, Duffy Jackson, Ernie Wilkins, Gunhild Carling, Hal Singer, Hank Mobley, Jeff Ballard, Jessie Davis, Jimmy Woode, Jimmy Gourley, Joe Lee Wilson, Johnny Griffin, Joshua Redman, Kenny Clarke, Kim Parker, Lou Bennett, Louis Stewart, Manu Di Bango, Marcel Azzola, Marcus Miller, Martin Sterman, Max Roach, Mickey Baker, Mongo Santamaria, Nicki Parrott, Niels-Henning Ørsted Pedersen, Oliver Jackson, Pepper Adams, Peter King, René Thomas, Richie Cole, Rhoda Scott, Roy Burns, Sahib Shihab, Sam Woodyard, Scott Hamilton, Slide Hampton, Stan Getz, Stéphane Grappelli, Steve Potts, Ted Curson, Turk Mauro

## Films
- Les Enfants du jazz des années 80, film de Anielle Weinberger pour FR3

## Album Photos
Album Photos Patrice Galas

### Sources
- Dany Doriz, 60 ans de jazz au caveau de la Huchette, Paris, L'Archipel (lire en ligne)
- Joachim-Ernst Berennt, Le Grand Livre du jazz, Edition du Rocher (lire en ligne)
- Philippe Carles, Le Dictionnaire du jazz, Robert Laffont (lire en ligne)
- Laurent Rieu, Une vie dans le jazz, Paris, Mémoire d'Oc Editions, 2005 (lire en ligne)
- Martial Solal, « Dédicaces Méthodes de jazz »

### Dédicaces
- Dédicace du dessinateur Cabu
- Dédicace cd de Toot Thielemans